# The Anthology 1983 - 2009
The Anthology 1983 - 2009 es el segundo álbum recopilatorio de David Knopfler. Fue publicado en 2009 y contienen 16 temas de su carrera en solitario.

## Canciones
1. Soul Kissing
2. Double Dealing
3. When We Kiss
4. To Feel That Way Again
5. What Then Must We Do
6. Lonely Is The Night
7. Rise Again
8. Southside Tenements
9. The Heart of It All
10. I Remember It All
11. Arcadie
12. St Swithun's Day
13. Going Down With The Waves
14. Easy Street
15. Steel Wheels
16. Ship Of Dreams

## Músicos
- (En orden alfabético)

- Alan Clark = Piano, órgano (Hammond)
- Chris ReaSlide = Guitarra
- Chris Thompson = Coros
- Chris White = Saxofón
- David Knopfler = Guitarra, mandolina, piano, voz principal, xilófono
- Geoff Dugmore = Percusión, batería
- Graham Henderson = Acordeón, teclados
- Harry Bogdanovs = Banjo, bajo, guitarra, mandolina, Piano (Electric)
- Johnny Moeller = Saxofón
- Kuma Harada = Bajo
- Martin Ditcham = Percusión, Batería
- Megan Slankard = Coros
- Miriam Stockley = Coros
- Peter Shaw = Bajo
- Ray Singer = Percusión
- Rob Farrer = Campanilla
- Tim Whitehead = Saxofón
- Tom McFarland = Percusión

- Datos: Q4771839